# Deshaies
Deshaies, llamada en criollo Déhé, es una comuna francesa situada en el departamento de Guadalupe, de la región de Guadalupe. 
El gentilicio francés de sus habitantes es Deshaiesiens y Deshaiesiennes.

## Situación
La comuna está situada en el extremo noroeste de la isla guadalupana de Basse-Terre.

## Barrios y/o aldeas
Bas-Vent, Caféière, La Coque, Ferry, Fonds-Héliot, Lahaut, Leroux, Pinaud, Piton, Rifflet y Ziotte.

## Demografía
| Gráfica de evolución demográfica de Deshaies entre 1961 y 2012 |
|                                                                |

Fuente: Insee

## Comunas limítrofes
| Noroeste: Mar Caribe | Norte: Mar Caribe | Noreste: Mar Caribe                 |
| Oeste: Mar Caribe    |                   | Este: Sainte-Rose                   |
| Suroeste Mar Caribe  | Sur: Pointe-Noire | Sureste: Sainte-Rose y Pointe-Noire |